# 王冠 (戴冠行進曲)
戴冠行進曲『王冠』（たいかんこうしんきょく おうかん、英語：Crown Imperial、クラウン・インペリアル）は、イギリスの作曲家ウィリアム・ウォルトンが作曲した管弦楽曲。

## 概要
戴冠行進曲『王冠』は、1937年にイギリス国王ジョージ6世の戴冠式の機会音楽として採用された後、1963年に抜本的に改訂された。ハーバート・マリル（Herbert Murrill）によって編曲されたオルガン独奏版も知られており、ロバート・ガウアー（Robert Gower）が編纂した『ウォルトン オルガン曲集』（A Walton Organ Album, オックスフォード大学出版局刊行）に収録されている。
元来は、1937年5月12日に予定されていたエドワード8世の戴冠式のために作曲された。しかし、エドワード8世は1936年に退位し、その日は代わって即位した弟のジョージ6世とエリザベス妃の戴冠となった。

## 楽曲の構成
A-B-A-B-C形式で構成されている。ハ長調の溌溂とした行進曲が、いかにもウォルトンらしい長いオルゲルプンクトに乗って繰り広げられた後、トリオ（中間部）で変イ長調によるエルガー風の（いささか『威風堂々』を想起させる）楽節が続く。その後に以上の2つがハ長調で再現された後、短いながらも勇壮なコーダによって締め括りとなる。

## その他
1953年のエリザベス2世の戴冠式には、姉妹編というべき『宝玉と勺杖』が作曲されたが、式典ではこれだけではなく『王冠』も演奏された。特徴的な付点のリズムが使われているが、『宝玉と勺杖』に比べてジャズ的な表現や祝祭的な気分は控えめで、やや格式張った雰囲気をもっている。